# Farroken
Farroken är en sjö i Vilhelmina kommun i Lappland och ingår i Vapstälvens huvudavrinningsområde. Sjön har en area på 0,875 kvadratkilometer och ligger 725 meter över havet. Farroken ligger i Södra Gardfjället Natura 2000-område. Sjön avvattnas av vattendraget Vapstälven (Granån).

## Delavrinningsområde
Farroken ingår i det delavrinningsområde (725567-149012) som SMHI kallar för Utloppet av Farroken. Medelhöjden är 870 meter över havet och ytan är 15,86 kvadratkilometer. Det finns inga avrinningsområden uppströms utan avrinningsområdet är högsta punkten. Avrinningsområdets utflöde Vapstälven (Granån) mynnar i havet. Avrinningsområdet består mestadels av skog (25 procent) och kalfjäll (70 procent). Avrinningsområdet har 0,88 kvadratkilometer vattenytor vilket ger det en sjöprocent på 5,5 procent.